# قومیت (آلبوم)
قومیت (به انگلیسی: Ethnicity) سیزدهمین آلبوم استودیویی یانی می‌باشد که در ۱۱ فوریه ۲۰۰۳ توسط شرکت ویرجین رکوردز  منتشر شده‌است. این آلبوم در کنسرت آمریکای شمالی یانی اجرا شده‌است.

## نوازندگان
- چارلی آدامز (درام)
- کارن بریگز (ویلون)
- ویکتور اسپینولا (چنگ)
- پدرو استاچه (فلوت - ساکسوفون)
- ریک فیرابریچی (گیتار بیس)
- رامون فلورس (ترومپت)
- مینگ فریمن (کیبورد)
- دیوید هادسون (دیجریدو)
- برادلی جوزف (کیبورد)
- دن لندروم
- آرمن موسسیان (ویلون)
- والتر رودریگوئز (پرکاشن)
- ساموئل یروینیان (ویلون)
- الکساندر ژیروف (ویلونسل)

## خوانندگان
- میشل آماتو (خواننده)
- آلفردا جرالد (خواننده)